# Dembeni
Dembeni ist eine Gemeinde mit 25.620 Einwohnern (Stand 14. Dezember 2017) im französischen Überseegebiet Mayotte.

## Geografie
Dembeni liegt an der Ostküste der Hauptinsel Mayottes. Neben dem Hauptort Dembeni bilden noch die Dörfer Ongojou, Iloni, Ajangoua und Tsararano die Gemeinde. In Iloni befindet sich die Verwaltung des Nationalen Naturschutzgebietes Glorieuses-Archipel und des Meeresnaturparks Mayotte.

## Bevölkerungsentwicklung
| Jahr      | 1997  | 2002  | 2007   | 2012   |
| Einwohner | 5.544 | 7.852 | 10.141 | 10.923 |